# Tažení do Kurské oblasti (2024)
Tažení do Kurské oblasti zahájily ukrajinské síly dne 6. srpna 2024 kolem 08:00 moskevského standardního času (UTC+3). Jednotky opustily území Ukrajiny a zaútočily na rozmístěné jednotky a pohraniční stráž ve vesnici Nikolajevo-Darino a v chutoru Olešňa v Kurské oblasti na území Ruské federace. Toto tažení je poprvé od druhé světové války, kdy armáda jiného státu napadla ruské území.
Ruské vyšší velení zřejmě ignorovalo koncentraci ukrajinských sil u hranic včetně upozornění od místních velitelů, a Ukrajinci tak mohli těžit z momentu překvapení, který vedl k jejich rychlému postupu v úvodních dnech. Ukrajinské ozbrojené síly během týdne do 13. srpna dle konzervativních odhadů obsadily minimálně 320 km2 území a získaly až stovky zajatců, dle náčelníka ukrajinského generálního štábu Oleksandra Syrského bylo dokonce dobyto území o rozloze zhruba 1 000 km2. Následně tempo ukrajinského postupu zpomalilo, ovšem do konce srpna Ukrajinci kontrolovali zhruba 770 km2 v Kurské oblasti, zatímco Rusové za srpen obsadili 350 km2 ukrajinského území na Donbasu.
Po výrazném zpomalení ukrajinského postupu v Kurské oblasti se ze strany analytiků stále intenzivněji začaly objevovat pochybnosti o celé operaci a s ní souvisejícím oslabením obrany u důležitého města Pokrovsk, odkud byly odveleny zkušené ukrajinské jednotky. Syrskyj však kritiku bagatelizoval, když 5. září v rozhovoru pro CNN prohlásil, že strategie byla úspěšná, protože Rusové za poslední týden nepostoupili u Pokrovsku ani o metr, za což následně schytal ostrou kritiku. Ruské jednotky k 1. říjnu dobyly strategické město Vuhledar.

## Pozadí
Po neúspěšné ukrajinské protiofenzívě z roku 2023, která znamenala konec ukrajinských nadějí na rychlé vítězství, převzali iniciativu na bojišti na podzim 2023 Rusové. Navzdory vyčerpávající bitvě o Avdijivku se v opotřebovávací válce na jaře 2024 začala projevovat kvantitativní převaha ruských sil. Odkládaná mobilizace a akutní nedostatek munice na ukrajinské straně dokonce vedly k přesvědčení západních analytiků, že se země nachází v nejhorší situaci od bitvy o Kyjev v březnu 2022. Ruské ozbrojené síly, které vázaly důležité ukrajinské zálohy v Charkovské oblasti a u Časiv Jaru, v červenci 2024 opět zesílily tlak na Pokrovsk, kde se ukrajinská obrana nacházela na pokraji zhroucení a objevovaly se rovněž informace o nerespektování rozkazů a chaotickém ústupu. Rusové zároveň dokázali postupovat u Torecku a Ňju-Jorku.
Ačkoli se ukrajinská armáda na Donbasu na počátku srpna nacházela v těžké defenzívě, ruské ministerstvo obrany 6. srpna překvapivě uvedlo, že 300 vojáků 22. mechanizované brigády ozbrojených sil Ukrajiny, 11 tanků a více než 20 obrněných vozidel překročilo rusko-ukrajinské hranice. Operaci, která se i kvůli informačnímu embargu z ukrajinské strany zpočátku jevila jako další z krátkodobých nájezdů dobrovolnické legie "Svoboda Ruska" na ruské území, kritizovala řada analytiků jako plýtvání cennými zdroji. O den později už náčelník ruského generálního štábu Valerij Gerasimov připustil, že skupinu ukrajinských ozbrojených sil tvoří „až tisíc lidí“, vzhledem k nasazení minimálně částí několika brigád se akce mohlo dle odhadů zúčastnit několik set až nižší jednotky tisíc vojáků.

## Průběh

### 6. srpna

Obytná budova poškozená ukrajinským ostřelováním v Kurské oblasti, 6. srpna 2024

Dne 6. srpna 2024 Ukrajinské síly vybavené tanky a obrněnými vozidly přešly na ruské území do Kurské oblasti. Rusko údajně nasadilo letecké a dělostřelecké síly, aby čelilo vpádu ukrajinských sil přes státní hranici. Ruské ministerstvo obrany reagovalo vysláním vojáků a leteckých jednotek do oblasti. Podle Ruska se 6. srpna invaze účastnilo asi 300 ukrajinských vojáků, 11 tanků a více než 20 obrněných bojových vozidel. Tyto síly zamířily dvěma směry; Olešňa a Sudža; východně až severovýchodně od ukrajinského města Sumy a poté směrem Nikolajevo-Darino, severo až severovýchodně od Sumy.
Útok začal v 08:00 moskevského času a v 18:20 ruské síly tvrdily, že zatlačily Ukrajince zpět přes hranici, přičemž údajně způsobily značné ztráty dělostřelectvem, nálety a bezpilotními letouny, ačkoliv toto tvrzení nebylo jakkoliv prověřeno. Moskva zveřejnila videa, která údajně zachycují ukrajinské tanky, na které míří ze vzduchu. Záběry na sociálních sítích naznačovaly, že ruská válečná letadla operovala v nízkých výškách nad Kurskou oblastí, aby odrazila útok. Guvernér Kurské oblasti oznámil, že během událostí zemřeli tři lidé; žena při vpádu na hranice a dva jednotlivci při útocích dronů.
Satelity NASA, které monitorují požáry po celém světě, zaznamenaly požár v obydlených oblastech v oblasti Sudži. Klášter sv. Mikuláše Belogorského se dostal pod palbu. Zničena byla hlavní katedrála a klášterní budovy.

### 7. srpna
Dne 7. srpna ruské síly pokračovaly v pokusech zatlačit ukrajinské síly z Kurské oblasti. Milblogger tvrdil, že ukrajinské síly dobyly 11 osad a postoupily asi 14 kilometrů za ukrajinské hranice do Kurské oblasti.
Úřadující gubernátor oblasti Alexej Smirnov v ní vyhlásil výjimečný stav.
Později během dne byla přijata informace, že Sudža již neměla mobilní komunikaci a v mnoha domech byla odstřižena elektřina, plyn a voda. Velmi brzy poté vyšlo najevo, že ukrajinské síly mají pod kontrolou část města a starosta oznámil evakuaci. Ukrajinští vojáci také vstoupili[zdroj?] do dalšího regionálního centra; do Koreněva a obsadili také měřicí stanici plynu Sudža. Později se ukázalo, že do večera 7. srpna Rusko ztratilo kontrolu nad celkem 350 km² v Kurské oblasti. Ukrajinské síly dále obsadily osady Gornal, Gujevo a Kurilovka, které se nacházejí jižně od města Sudža. Severozápadním směrem ukrajinské jednotky obsadily obce Leonidovo a Ljubimovka a dále držely také vesnici Zelenyj Šljach.
V Kurské oblasti mohlo ten den být až 400 vojáků ukrajinských ozbrojených sil. Ukrajinské síly v noci ze 7. na 8. srpna pravděpodobně přivedly do oblasti další dva prapory.

### 8. srpna
Podle úřadujícího guvernéra oblasti Alexeje Smirnova bylo v Kurské oblasti přes noc a ráno sestřeleno šest ukrajinských dronů a pět raket. Ráno 8. srpna měly ukrajinské jednotky pod kontrolou západní část Sudži a silnice v jejím okolí, z města byla slyšet střelba. Některé skupiny ukrajinské armády dosáhly obce Ivnica a Anastasjevka. Ukrajinské síly tak pronikly téměř 30 kilometrů do oblasti od ukrajinských hranic.
Další analýza ukázala, že do poledne 8. srpna se bojová zóna v oblasti Kursk rozšířila na 430 km². Podle některých zpráv ukrajinské ozbrojené síly převzaly téměř úplnou kontrolu nad městem Sudža a také vstoupily do vesnice Mirnyj a ovládly vesnice Kazačja Lokňa, Bogdanovka a Kňažij. Ve vesnici Snagosť také probíhaly bitvy.
Později tento den se údajně snížil transport plynu přes ukrajinské potrubí z Ruska na 37,25 milionů m³ z obvyklých 42,4 milionů.
Ukrajinská armáda během dne urazila více než 30 km po silnici ze Sudže do Kursku a asi 7 km po silnici do Lgova. V maximální vzdálenosti od hranic byly ukrajinští vojáci spatřeni v osadách Čeremoški (10 km od Lgova, 35 km od Sudži) a Šagarovo (50 km od Kursku, 34 km od Sudži)

### 9. srpna
Ruské ministerstvo obrany oznámilo, že síly protivzdušné obrany během noci na 9. srpna zachytily a zničily 7 ukrajinských dronů nad Kurskou oblastí. V noci z 8. na 9. srpna byl ve vesnici Okťabrskoje v rylském okrese Kurské oblasti zničen konvoj ruské techniky. Nejméně 14 vojenských vozidel Kamaz a Ural přepravujících pěchotu se dostalo pod útok. Ukrajinské ozbrojené síly pravděpodobně používaly salvové raketomety HIMARS. Telegram kanál Mash, blízký bezpečnostním silám, oznámil, že FSB zadržela obyvatele vesnice, který nafilmoval rozbitou kolonu a obvinila ho ze špionáže pro Ukrajinu.
Odpoledne ministerstvo obrany Ruska zveřejnilo zprávu o přesunu vojenského konvoje z Bělgorodské oblasti do sudžanského okresu, který zahrnoval podomácku vyrobená vozidla palebné podpory a 152mm samohybné houfnice Msta-S. Den předtím dorazila do Kurské oblasti mezinárodní brigáda Pjatnaška.
Ruské jednotky, vyslané jako posily do bojové zóny a již rozmístěné kolem rusko-ukrajinských hranic, nadále přicházely na frontovou linii v Kurské oblasti, kde pokračovaly boje o Sudžu. Ruští prováleční blogeři tvrdili, že Rusko dobylo pohraniční vesnici Lukašivka v Sumské oblasti, zatímco Ukrajina údajně provedla menší invazi novým směrem zaměřenou na pohraniční vesnici Kučeriv, ale nedobyla ji.
Starosta Kurčatova Igor Korpunkov informoval, že nepřátelské akce probíhají desítky kilometrů od Kurské jaderné elektrárny. Místní úřady zablokovaly všechny vstupy do jaderné elektrárny, stavební dělníci pracující na výstavbě dalších bloků opustili oblast a zařízení elektrárny bylo bez proudu. Rosatom oznámil dočasné snížení počtu personálu na místě. K ochraně jaderné elektrárny byly nasazeny i ruské speciální jednotky. V důsledku útoků na trafostanici zůstal Kurčatov a také části okresů Okťabrskij, Velikosoldatskij, Obojanskij a Bělovskij bez elektrické energie.
Ozbrojené síly Ukrajiny dobyly muniční sklady v Sudži, které mohly být určeny pro ofenzivu ruských jednotek v Sumské oblasti.

### 10. srpna
Ruské ministerstvo obrany ve své ranní zprávě z 10. srpna uznalo přítomnost ukrajinských ozbrojených sil 20 km od hranic. Oddělení hlásilo bitvy v Olgovce u Koreněva, farmě Ivaškovsky a vesnici Malaja Lokňa. Ze zprávy také vyplynulo, že ukrajinská armáda stále okupovala osady Nikolajevo-Darjino, Gujevo, Ljubimovka, Zelenyj Šljak, Sverdlikovo.
Ruské ministerstvo obrany uvedlo, že ruské tanky dorazily do pohraničních oblastí Kurské oblasti, aby odrazily ofenzívu ukrajinských ozbrojených sil do regionu. Ukrajinský kanál Officer zároveň zveřejnil video zničeného tankového uskupení ruských ozbrojených sil, které bylo podle jeho údajů natočeno v Kurské oblasti ráno 10. srpna.
Ukrajinské ozbrojené síly pomocí amerického MANPADS Stinger ruský vrtulník Ka-52, posádka byla zlikvidována.
Bělorusko oznámilo přesun rakety Iskander, Polonaise MLRS a speciálních sil do oblastí sousedících s Ukrajinou. Toto oznámení následovalo po slovech prezidenta země Alexandra Lukašenka o ukrajinských útočných dronech sestřelených nad územím země. Vedoucí Centra pro boj proti dezinformacím Rady národní bezpečnosti a obrany Ukrajiny Andrej Kovalenko interpretoval tyto akce Minsku jako pokus pomoci Rusku a odvést pozornost ukrajinského velení běloruským směrem.
Agentura analyzující zprávy ministerstva obrany, publikace ruských vojenských blogů a veřejně dostupná data, dospěla k závěru, že bojová zóna se od večera 9. srpna jen málo změnila. Během 10. srpna se ruským ozbrojeným silám pravděpodobně podařilo znovu získat kontrolu nad vesnicí Martynovka východně od Sudže.
Podle ruského ministerstva pro mimořádné události bylo z rusko-ukrajinského pohraničí Kurské oblasti evakuováno přes 76 000 obyvatel. Kolem 15:00 se v Kurčatově, elektrárenského města, ozval výbuch.
Institut pro studium války naznačil, že ruské vojenské vedení se brání myšlence přesunu jednotek z jiných front a zatím spoléhá především na jednotky již dislokované v Kurské oblasti a nepravidelné sily.
Podle The Telegraph ofenziva ukázala, že proniknout na ruské území bylo snazší než zničit ruská opevnění na východní Ukrajině, ale i přes počáteční dynamiku byl postup Ukrajiny v Kurské oblasti pravděpodobně krátkodobý.

### 11. srpna
Ruské ministerstvo obrany oznámilo, že v noci byly nad Kurskou oblastí zničeny čtyři taktické rakety OTR-21 Točka a 14 dronů. Trosky jedné z raket dopadly na obytný dům v Kursku, což vedlo k požáru a zranění 13 osob, z nichž dvě byly ve vážném stavu. V noci ukrajinské ozbrojené síly pronikly do belajského okresu, jihovýchodně od sudžanského okresu. Ukrajinské vedení prohlásilo, že cílem jejich operací je destabilizovat ruské území a přenést válku na ruskou půdu.
Podle ruských exilových novinářů píšící na platformě Agentura byla celková plocha, kde se v neděli bojovalo, až 720 km².

### 12. srpna
Guvernér Kurské oblasti Smirnov prohlásil, že Ruská federace ztratila kontrolu nad 28 osadami a hloubka ukrajinské ofenzívy je 12 kilometrů, šířka fronty je 40 kilometrů. Celková plocha zajatých území je asi 480 kilometrů čtverečních. Oblast opustilo již 120 000 lidí a u dalších 180 000 lidí se evakuace plánuje nebo předpokládá.
Ve stejné době ukrajinský projekt DeepState oznámil 44 osad v Kurské oblasti pod kontrolou ukrajinských ozbrojených sil a dalších 10 v neznámém stavu, což označil za nejkonzervativnější odhad. Bylo také zveřejněno video ukrajinských vojáků projíždějících centrem Sudži, kvůli kterému Z-channels na Telegramu usoudil, že okresní centrum je pod kontrolou ukrajinských ozbrojených sil.
Telegramový kanál Russia no context, zveřejňující fotografie zničeného vybavení, údajně zaslané jedním z jeho odběratelů, uvedl, že ruský vrtulník Ka-52M zaútočil na vlastní ruský konvoj vojáků, v důsledku čehož bylo zničeno samohybné dělo Msta-S. Údajně k incidentu došlo v oblasti obce Krivitskije Budy v bělovském okresu, která je více než 30 kilometrů od území Kurské oblasti ovládané ukrajinskými ozbrojenými silami.
Později začala evakuace aělovského okresu.
Vrchní velitel ozbrojených sil Ukrajiny Oleksandr Syrskyj vyhlásil kontrolu nad územím Ruské federace o rozloze asi 1000 km².
K večeru 12. srpna bylo podle platformy Agentura pod kontrolou ukrajinských sil již oblast o rozloze 1050 km².

### 13. srpna
Podle prohlášení ruského ministerstva obrany zastavila ruská armáda pokusy mobilních skupin ukrajinského vojenského personálu prorazit hluboko na ruské území v koreněvském okrese. Útoky ukrajinské armády byly údajně také odraženy v sudžanském okrese ve směru na Martynovku, v důsledku čehož byla zničena dvě obrněná vozidla, dvě auta a až 15 příslušníků ukrajinských ozbrojených sil. Také podle prohlášení ruského ministerstva obrany ruské ozbrojené síly vyčistily Ozerki v bělovském okrese, kdy bylo zabito až 15 vojáků ukrajinských ozbrojených sil a 5 obrněných transportérů bylo zničeno, navíc bylo zajato 6 ukrajinských vojáků. Ruské ozbrojené síly dále porazily ukrajinský vojenský personál a techniku v okolí Koreněva, Olešně, Nikolajevo-Darina, Sudži a Michajlovky.
Oleksandr Syrskyj uvedl, že 74 osad v Kurské oblasti je pod kontrolou ukrajinských ozbrojených sil.
Generální štáb ozbrojených sil Ukrajiny oznámil, že ve dvacetikilometrové hraniční zóně Sumské oblasti byla zavedena omezení pohybu všech občanů. Rozhodnutí padlo v souvislosti se zvýšením intenzity bojových akcí a sabotážních a průzkumných skupin. Vstup osob na hranici se provádí výhradně s cestovním pasem občana Ukrajiny s příslušnou evidencí pobytu v této zóně.
V tento den prezident Vladimir Putin jmenoval Alexeje Ďumina velitelem obrany Kurské oblasti. Rusko vyzvalo k okamžitému svolání zasedání členů Rady bezpečnosti OSN podle vzorce Arria.
Podle Ukrajiny byl určitý počet ruských vojáků přemístěn ze Záporožské a Chersonské oblasti do Kurské oblasti.

### 14. srpna
Ukrajinské jednotky podle vrchního velitele ukrajinských ozbrojených sil Syrského pokračují v postupu a plně ovládly okresní město Sudža. Syrskyj zároveň uvedl, že ukrajinské jednotky v Kurské oblasti postoupily o další až dva kilometry v různých směrech a že zajaly zhruba stovku ruských vojáků.
Analýzou ruských zdrojů Radio Liberty dospělo k závěru, že ukrajinské ozbrojené síly, které obsadily hraniční předmostí v Kurské oblasti, se pokusily postupovat ve třech směrech; východně od Sudže ve směru k vesnici Belica a sousední osadě Giryj, severně ve směru na město Lgov a na severozápad ve směru na Koreněvo po silnici do Rylska. Satelitní snímky publikované Planet.com dále ukázaly nové příkopy vykopané jižně od Lgova a poblíž vesnice Čermošnoj, což vedlo Radio Liberty k závěru, že ruská armáda se spěšně pokoušela vytvořit obranné linie. Vrchní velitel ukrajinských ozbrojených sil Oleksandr Syrskij zároveň uvedl, že za posledních 24 hodin ukrajinské síly vedoucí ofenzívu v Kurské oblasti postoupily o 1 až 2 kilometry.
Bylo potvrzeno, že ukrajinské ozbrojené síly se dále nacházejí v osadě Čerkaskaja Konopelka jižně od města Sudža, vesnici Kurilovka a farmě Dmitrijukov. Dále vesnici Kruglenkoje severně od Sudži, kde ruské jednotky použily klastr raket z raketometu Směrč proti ukrajinským ozbrojeným silám. Později vyšlo najevo, že ukrajinské ozbrojené síly se také nachází ve vesnicích Borki a Krupec.
Ruská armáda aktivně provádí obranné aktivity v Kurské oblasti a vytváří zákopy v možných směrech ofenzívy ozbrojených sil. Podle informací z technických a satelitních snímků OSINT se obranné pozice nacházejí podél klíčových tras. Nejbližší zákopy jsou u obce Viktorivka, asi 45 km od ukrajinských hranic, zatímco nejvzdálenější obranné linie jsou rozesety v okolí města Kursk, až 75 km od hranic.
Ukrajinský prezident Volodymyr Zelenskyj uspořádal setkání ohledně ofenzivy v Kurské oblasti. Mezi hlavní otázky bezpečnostní a humanitární situace Ukrajina podle Zelenského zvažuje možnost vytvoření vojenských velitelských stanovišť v kontrolovaných oblastech Ruské federace.

### 15. srpna
Ráno bylo 102 ruských vojáků ze 488. gardového motorizovaného pluku a členové speciální jednotky Achmat zajato ukrajinskými vojáky civilní kontrarozvědky SBU.
Byl vytvořen první ukrajinský velitelský úřad na území Kurské oblasti kontrolovaným Ukrajinou. Do čela tohoto úřadu byl jmenován generálmajor Eduard Moslakjov.
Vrchní velitel ozbrojených sil Ukrajiny Oleksandr Syrskyj oznámil, že ozbrojené síly ovládají 82 osad.
Ruské ministerstvo obrany oznámilo, že ruské jednotky znovu získaly kontrolu nad vesnicí Krupec. Soudě podle zpráv ruského ministerstva obrany postoupily ozbrojené síly Ukrajiny během 24 hodin v Kurské oblasti asi o dva kilometry.

### 16. srpna
Vrchní velitel ukrajinských ozbrojených sil Oleksandr Syrskyj oznámil, že boje pokračují v oblasti Malaja Lokna a jednotkám se podařilo postoupit v některých směrech až o 3 kilometry.
Ruská média tvrdí, že ozbrojené síly Ukrajiny údajně vypálily na most u obce Gluškovo přes řeku Sejm dvě rakety HIMARS a v důsledku druhého úderu byl okolo 17:00 most zcela zničen, část gluškovského okresu tak byla odříznuta od možnosti evakuace.
Novináři agentury Associated Press potvrdili, že Ukrajina skutečně získala kontrolu nad městem Sudža.

### 17. srpna
Ukrajinské zdroje začaly zveřejňovat informace o dobytí obce Koreněvo. Ruské ministerstvo obrany to oficiálně popřelo. Ukrajinské ozbrojené síly obsadili vesnici Apanasovka a osadu Bjachovo.
Ruské síly údajně vyhodily do vzduchu dva mosty u Ťotkina a vesnice Popovo-Ležači poté, co se stáhly z pravého břehu řeky Sejm. Tam ukrajinské síly obsadily samostatným útokem přes hranice osadu Otruba.
Ve stejný den bylo oznámeno, že země OSKB invazi nepodpořily, ale ani neodsoudily.

### 18. srpna

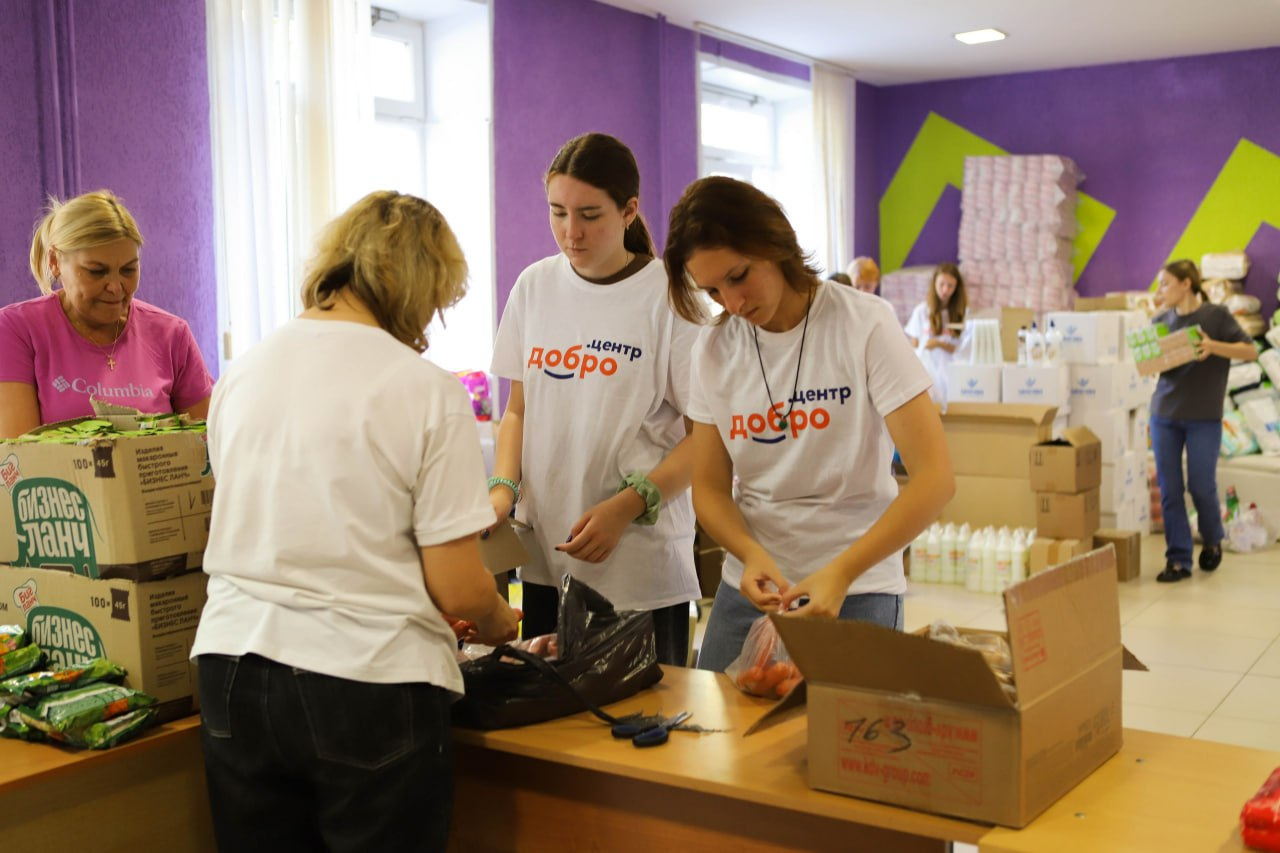
Distribuční místo humanitární pomoci obyvatelům Kurské oblasti

Ukrajinské síly zničily další most přes řeku Sejm poblíž Zvannoje a obsadili vesnici Troickoje.
Ukrajinská 80. vzdušná útočná brigáda zveřejnila video tanku T-90M, který ukořistila v Kurské oblasti. Tvrdili, že tank opravili a nyní bude použit proti Rusům.
Podle ruských bloggerů Ukrajina i Rusko posílily své síly bojující v oblasti, přičemž Rusko přesunulo některé síly z jiných front do Kurské oblasti.

### 19. srpna
Ukrajinská armáda zničila třetí a poslední most přes řeku Sejm v koreněvském okrese, což může vést k obklíčení ruských jednotek na ploše přibližně 700 km2, tvrdí ruský vojenský personál. Obsadila také osady Višněvka a Agronom. Radio Liberty oznámilo, že satelitní snímky NASA ukazují, že nově postavený pontonový most u Gluškova je neporušený, ale druhý pontonový most, který byl u vesnice Zvannoje byl zničen.
Prezident Zelenskyj ve svém večerním projevu řekl, že ukrajinské síly kontrolují 92 obcí v Kurské oblasti a 1250 čtverečních kilometrů ruského území.

### 20. srpna
Ruské ministerstvo vnitra varovalo obyvatele Brjanské, Kurské a Bělgorodské oblasti před používáním internetových seznamek a zabezpečení bezpečnostních kamer s odvoláním na obavy ze shromažďování informací ukrajinskými silami. Toho dne se Junus-bek Jevkurov, bývalý člen vedení Ingušska a úřadující zástupce vedoucího ministerstva obrany, stal zástupcem Andreje Bělousova v Koordinační radě pro otázky bezpečnosti hraničních území. Bělousov oznámil, že Jevkurov 20. srpna navštívil Kurskou oblast.
Bylo oznámeno, že se v Kurské oblasti budou konat předčasné volby gubernátora oblasti, které jsou naplánovány na 29. srpna, namísto původně plánovaného data 6. září. Podle informací krajského volebního výboru padlo rozhodnutí o přeložení data voleb vytvořeno v zájmu bezpečnosti a ochrany životů občanů. Ukrajinské ozbrojené síly poprvé ukázaly oficiální mapu území ovládaných ukrajinskými jednotkami v Kurské oblasti. Dne 20. srpna je to asi 1263 km2. Je pravděpodobné, že ukrajinská armáda postoupila jižním směrem k vesnicím Novoivanovka a Kulbaki, ale neovládla je. Koreněvo je Ukrajinci obléháno z jihu a východu. Odtud postupovali na severovýchod k Aleksandrovce, která je asi 6 kilometrů od Koreněva. Na mapě generálního štábu je také vidět, že osadu Martynovka, která se nachází severovýchodně 8–9 kilometrů od Sudži, ovládají ozbrojené síly Ukrajiny.

### 21. srpna
Podle Generálního štábu ozbrojených sil Ukrajiny ruské jednotky aktivně využívaly letectvo v Kurské oblasti a do 17:00 provedly 17 úderů pomocí 27 řízených leteckých pum na obydlené oblasti Ruské federace a provedly také dělostřelecké údery na ukrajinské pohraniční osady, zejména ty, které se nacházejí v Sumské oblasti.
Podle ruského ministerstva obrany byly ukrajinské útoky v Kurské oblasti v lokalitách Komarovka, Koreněvo, Malaja Lokňa a Ruskaja Konopelka zmařeny.
Ukrajina tvrdila, že zničila několik pontonových mostů, které vybudovalo Rusko v důsledku zničení mostů Ukrajinou. Pontonové mosty byly využívány k překročení řeky Sejm.

### 22. srpna
Ukrajinské letectvo zveřejnilo video úderu na ruské cíle americkými bombami GBU-39, při kterém mělo být zasaženo velící stanoviště, vybavení, zbraně a až 40 ruských vojáků. Informoval o tom velitel ukrajinských vzdušných sil Mykola Olesčuk. 
Vladimir Putin zároveň oznámil pokus ukrajinských sil o noční útok na Kurskou jadernou elektrárnu, a uvedl, že příslušné informace byly předány MAAE.

### 23. srpna
Podle ruských vojenských bloggerů ruské ozbrojené síly odrazily mechanizovaný útok ukrajinských ozbrojených sil u Aleksandrovky, ležící jihovýchodně od Sudži. Ruští vojáci se zabarikádovali v ženské věznici č. 11 ve vesnici Malaja Lokňa, účinně proměnil budovu ve vojenskou pevnost s využitím strážních věží jako palebných postavení a vytvářením zákopů mimo jiné obrany. Do obrany objektu, o kterém bylo známo, že má kapacitu 200 vězeňkyň, se s ruskými jednotkami podíleli i vězeňští dozorci. Ukrajinští vojáci objekt oblehli a zaútočili na něj.

### 24. srpna
Ruští vojenští bloggeři uvedli, že vesnice Borki byla znovu dobyta ruskými silami.

### 25. srpna
Ukrajinský prezident Volodymyr Zelenskyj ve svém projevu k národu oznámil, že ukrajinské síly postoupily o jeden až tři kilometry a dobyly dvě blíže nespecifikované osady. V další osadě podle něj stále probíhají aktivní operace.

### 26. srpna
Ruské ozbrojené síly v reakci na ukrajinskou ofenzívu v Kurské oblasti sérii útoků na infrastrukturu Ukrajiny. K útokům bylo použito více než 100 raket, kterými bylo zasaženo 15 oblastí Ukrajiny. Energetická zařízení a infrastruktura byla poškozena v Kyjevě, Dněpropetrovsku, Ivano-Frankivsku, Volyni, Záporoží, Žytomyru, Lvově, Rovně, Vinnyci a Oděse. Byla poškozena Kyjevská vodní elektrárna.

### 29. srpna
Ruské síly odrazily útoky na Koreněvo.

### 30. srpna
Vrchní velitel ozbrojených sil Ukrajiny Oleksandr Syrskyi řekl, že ukrajinské síly postoupily v některých částech Kurské oblasti až o 2 km a ovládly asi 5 km2.

## Související akce v jiných oblastech

### Lipecká oblast
Dne 9. srpna, asi ve 03:00 ráno, bezpilotní letoun zaútočil na letiště Lipeck-2 v Lipecké oblasti, která sousedí s Kurskou oblastí. Místní obyvatelé zveřejnili videa silné exploze. Byl zaveden výjimečný stav a začala evakuace obyvatel. Podle ukrajinské strany bylo v době útoku na letišti 700 řízených pum a ruských vojenských letadel a bezpilotní letouny zasáhly sklady s řízenými pumami a řadu dalších objektů v prostoru letiště.

### Bělgorodská oblast
Ráno 10. srpna informoval telegramový kanál Z-publics, stejně jako ukrajinské vojenské telegramové kanály, že se ukrajinským ozbrojeným silám podařilo ovládnout vesnici Poroz v Bělgorodské oblasti.
Ráno 14. srpna Bělgorodská oblast vyhlásila nouzovou situaci na regionální úrovni. Zároveň tamní gubernátor Vjačeslav Gladkov požádal federální úřady o vyhlášení nouzové situace federálního charakteru.

### Sumská oblast
Dne 8. srpna, kvůli vstupu ruských jednotek do oblasti, úřady Sumské oblasti zahájily povinnou evakuaci 23 osad.
Podle prohlášení náčelníka vojenské správy Sumské oblasti Vladimira Artjucha během dne ruské ozbrojené síly provedly 56 úderů KAB na území Sumské oblasti. Ruské ministerstvo obrany oznámilo úder pumou FAB-3000 na lokace ukrajinských ozbrojených sil v oblasti Sumy. Výsledky útoku nejsou známy.
Podle prohlášení ruského ministerstva obrany byly 13. srpna provedeny útoky na zálohy ukrajinských ozbrojených sil v oblastech Mogrica, Petruševka a Miropol. Ukrajinský generální štáb oznámil, že ruská armáda pokračuje v ostřelování a bombardování osad v Sumské a Černihivské oblasti. Podle jeho informací bylo od začátku dne svrženo 31 leteckých pum na města Sumy, Vorožba, Belopillja a řadu vesnic v Sumské oblasti.
Dne 14. srpna The Guardian poznamenal, že ofenzíva ukrajinských ozbrojených sil v oblasti Kursk byla tak úspěšná, že některé ukrajinské oblasti v oblasti Sumy již nebyly ostřelovány, protože se ruské síly přesunuly do Kursku. V ostatních místech oblasti, severně a severozápadně od Sumy, kde se frontová linie nezměnila, zůstala situace napjatá, protože ruská aktivita prudce vzrostla.
Podle německého analytika Juliana Röpkeho 15. srpna ruské ozbrojené síly v oblasti Sumy, 8 km od rusko-ukrajinských hranic, zničily HIMARS ukrajinských ozbrojených sil.

### Doněcká oblast
Podle prohlášení ukrajinské armády z 13. srpna ruské ozbrojené síly zesílily útoky u Pokrovska. Boje se staly mnohem aktivnějšími po zahájení ukrajinské invaze na území Kurské oblasti, kterou řada vojenských analytiků považuje za pokus odtáhnout ruské síly z hlavních směrů útoku na východní Ukrajině.
27. srpna obsadily ruské ozbrojené síly Novohrodivku.

## Možné cíle
V médiích se objevovaly verze, že mezi možné cíle invaze by mohlo být zničení měřicí stanice plynu Sudža, přes kterou se vyváží plyn z Ruska do Evropy. Financial Times a The New York Times vyjádřily názor, že útok na Kurskou oblast může být pokusem ukrajinských ozbrojených sil odvést pozornost ruského velení od Donbasu a zpomalit postup ruských ozbrojených sil západně od Avdijivky. Na jihovýchod od města Sudža vede železnice, po které Rusko zásobuje svou skupinu vojsk, která je zapojena v boji v Charkovské oblasti. Rusko též posílilo zabezpečení Kurské jaderné elektrárny, kdy oznámili, že poblíž elektrárny nasadili další síly, aby ji chránili před útokem ukrajinských sil. Kurská jaderná elektrárna tak může být jeden z dalších cílů jako odveta za Záporožskou elektrárnu.
Dne 18. srpna ukrajinský prezident Volodymyr Zelenskyj prohlásil, že cílem operace je vytvoření nárazníkového pásma, které by zabránilo ruskému ostřelování ukrajinských měst a obcí v pohraničí.

## Ztráty

### Rusko
Podle ruských a ukrajinských bloggerů mezi ztráty ruských ozbrojených sil patřil vrtulník Ka-52 (velitel zemřel) a Mi-8 (posádce se podařilo přistát), dva tanky a vozidla KAMAZ. Podle videozáznamů bylo údajně zajato šest ruských vojáků. Později bylo několik desítek ruského vojenského personálu, včetně branců, zajato ukrajinskou armádou. V důsledků bojů v regionu zemřelo nejméně pět civilistů.

### Ukrajina
Ruský provládní telegramový kanál Dva Majora informoval, že během útoku 6. srpna ztratily ukrajinské ozbrojené síly až 8 obrněných vozidel. Ruské ministerstvo obrany odhadlo ztráty ukrajinských ozbrojených sil k 7. srpnu na 315 osob, z toho nejméně 100 zabitých a také 54 kusů techniky včetně 7 tanků. Institut pro studium války poznamenal, že geolokační snímky přibližně 7 km severně od rusko-ukrajinské hranice ukazují poškozená a opuštěná obrněná vozidla, ale zdůraznil, že není možné potvrdit jejich vlastnictví.
Do rána 8. srpna dosáhly podle ministerstva celkové ztráty ukrajinských ozbrojených sil 660 vojáků a 82 obrněných vozidel. V ranní zprávě 9. srpna ruské ministerstvo obrany uvedlo, že ve směru na Kursk ztratily ukrajinské ozbrojené síly až 945 zabitých a zraněných vojáků. Média uvádějí, že na základě předchozích údajů ministerstva o počtu ozbrojených sil Ukrajiny nemělo v Kurské oblasti zůstat více než padesát ukrajinských vojáků.

## Civilní oběti
Do poloviny 7. srpna zemřelo podle úředníků v Kurské oblasti pět lidí, včetně záchranáře a řidiče sanitky. Nejméně 28 lidí utrpělo zranění a popáleniny různé závažnosti, některé z obětí jsou na jednotce intenzivní péče. Mezi zraněnými je 5 nebo 6 dětí. K ránu 8. srpna je podle Ministerstva zdravotnictví Ruské federace v nemocnici ošetřováno 34 obětí ostřelování a bojových akcí v Kurské oblasti. Devět těžce raněných, včetně válečného zpravodaje bylo odvezeno do Moskvy. K večeru 8. srpna bylo podle ruského ministerstva zdravotnictví od 6. srpna do 8. srpna zraněno 66 lidí, z toho 9 dětí. V nemocnicích v Kurské oblasti bylo hospitalizováno 38 lidí, včetně pěti dětí. Ambulantní péče byla poskytnuta 19 osobám.

## Reakce

### Rusko

#### Orgány
Dne 6. srpna ruské ministerstvo obrany uvedlo, že ukrajinské síly ustoupily zpět za hranice s velkými ztrátami, ale toto prohlášení bylo později bez jakéhokoli vysvětlení smazáno. V první polovině dne 7. srpna na zasedání vlády ruský prezident Vladimir Putin poprvé za 24 hodin komentoval situaci, označil ukrajinskou invazi za „rozsáhlou provokaci“. Dne 7. srpna vyhlásila ruská vláda výjimečný stav v Kurské oblasti. Ředitelka Informačního a tiskového odboru Ministerstva zahraničních věcí Ruska Marija Zacharovová vyzvala svět k odsouzení bojů a označila je za „barbarský útok“.
Dne 9. srpna se na mimořádném zasedání sešla Vládní komise pro prevenci a odstraňování mimořádných situací a oznámila, že v regionu byla zavedena federální úroveň reakce na vzniklou situaci.
Večer 9. srpna zavedl Národní protiteroristický výbor režim protiteroristické operace v oblastech Kursk, Brjansk a Bělgorod.
Dne 11. srpna mluvčí ruského ministerstva zahraničí Marija Zacharovová prohlásila, že „Kyjevský režim pokračuje ve své teroristické činnosti s jediným cílem zastrašit mírumilovné obyvatelstvo Ruska“ a že invaze „nedává z vojenského hlediska žádný smysl“.
Šéf FSB Alexandr Bortnikov označil ukrajinskou ofenzívu za teroristický útok a obvinil Ukrajinu z útoků na civilisty a civilní infrastrukturu „s podporou kolektivního Západu".
Dne 16. srpna Putinův pobočník Nikolaj Patrušev tvrdil, aniž by poskytl důkazy, že invaze do Kurské oblasti byla „plánována za účasti NATO a speciálních služeb Západu“. Invazi označil za „zoufalý čin, vedený blížícím se kolapsem neonacistického režimu v Kyjevě".
Putin údajně nařídil svým generálům, aby do 1. října zatlačili ukrajinské jednotky z oblasti Kursk.

#### Opozice
Rada Fóra svobodného Ruska uvítala přesun nepřátelských akcí na ruské území a poznamenala, že považuje ukrajinské ozbrojené síly za „přirozené spojence v boji proti Putinově tyranii“.

### Ukrajina
Ukrajinská strana zpočátku situaci v Kurské oblasti nekomentovala. Andrij Kovalenko, šéf ukrajinského Centra pro boj s dezinformacemi, popřel tvrzení, že Rusko kontroluje situaci na hranici.
Dne 7. srpna ukrajinský prezident Volodymyr Zelenskyj řekl, že „čím větší tlak bude na Rusko, agresora, který přinesl válku na Ukrajinu, tím blíže bude mír“, ale přímo nezmínil boje v Kurské oblasti.
Dne 8. srpna vydal poradce vedoucího kanceláře prezidenta Ukrajiny Michail Podoljak prohlášení o „zničení obvyklých forem života“ v Rusku. Toto prohlášení se stalo prvním oficiálním komentářem Ukrajiny od počátku invaze do Kurské oblasti.
Dne 18. srpna Volodymyr Zelenskyj prohlásil, že cílem operace je vytvoření nárazníkového pásma, které by zabránilo ruskému ostřelování ukrajinských měst a obcí v pohraničí, a vyzdvihl také množství zajatých ruských vojáků.
Dne 14. srpna Zelenskyj řekl, že vytvoření civilních správních orgánů v Kurské oblasti by nemělo být vyloučeno. Vicepremiérka Iryna Vereščuková uvedla, že ukrajinská armáda vytváří na ruském území „bezpečnostní zónu“ k ochraně ukrajinských pohraničních oblastí. Řekla, že Ukrajina bude v oblasti provádět humanitární operace, že bude povolen vstup mezinárodním humanitárním organizacím a že budou otevřeny bezpečné koridory pro evakuaci civilistů směrem na Ukrajinu nebo do jiných částí Ruska.

### EU
Mluvčí Evropské komise pro zahraničněpolitické otázky Peter Stano uvedl, že EU není proti akcím ozbrojených sil v Kurské oblasti, zejména proto, že Ukrajina se může bránit, včetně útoku na nepřátelskou zemi.

#### Litva
Litevský ministr obrany Laurynas Kaščiūnas řekl: „Říkám litevskému lidu: podívejte se, jak za vás Ukrajinci bojují, protože kvůli jejich boji musí (Rusko) stáhnout jednotky z Kaliningradu. Říkáme tomu dokonce „demilitarizace“ Kaliningradu, ke které dochází díky statečnosti vaší (ukrajinské) armády, díky vašim rozhodnutím“.

#### Finsko
Finský prezident Alexander Stubb prohlásil, že nevidí důvod omezovat činnost ukrajinských sil a potvrdil, že Ukrajina může na ruském území používat zbraně dodané Finskem.

### USA
Americké ministerstvo zahraničí prohlásilo, že operace ozbrojených sil v Kurské oblasti je suverénním rozhodnutím Ukrajiny.
Zástupkyně mluvčího amerického ministerstva obrany Sabrina Singhová uvedla, že ukrajinský útok na Kursk je v souladu s politikou USA. Spojené státy od počátku podporovaly Ukrajinu při obraně její vlasti před útoky z ruského území a povolovaly použití amerických zbraní v rámci americké politiky.
Koordinátor strategické komunikace Rady národní bezpečnosti USA John Kirby řekl, že Vladimir Putin by mohl zastavit válku proti Ukrajině, pokud ho tak znepokojuje situace v Kurské oblasti. Kirby uvedl, že opakovaná prohlášení ruských představitelů, že operaci v Kurské oblasti údajně koordinuje Západ, jsou Putinovou propagandou, na které se drží od začátku invaze na Ukrajinu. „Toto je Putinova válka proti Ukrajině. A když se mu něco nelíbí, když ho něco neuspokojuje, existuje velmi jednoduché řešení  – ať sakra vypadne z Ukrajiny a zastaví válku,“ dodal.

### Německo
Markus Faber, člen Bundestagu, prohlásil, že nevidí žádné problémy s použitím německých tanků Leopard 2 při této operaci. Dále uvedl, že nebylo zakázánp používat veškeré materiály dovezené z Německa na Ukrajinu, protože se staly majtkem Ukrajiny a mohou je využívat tak, jak uznají za vhodné, nutné a správné.
Německé ministerstvo zahraničí dále uvedlo, že právo Ukrajiny na sebeobranu je zakotveno v mezinárodním právu a neomezuje se na její vlastní území.

### Čína
Vláda Čínské lidové republiky vyzvala k deeskalaci konfliktu v Kurské oblasti. Podle nich by se neměla rozšiřovat bojová zóna, mělo by se zabránit další eskalaci konfliktu a neměly by být povoleny provokace, které vedou k eskalaci.

### Severní Korea
Dne 18. srpna Severní Korea prohlásila, že považuje ukrajinskou operaci v Kurské oblasti za akt teroru a podporuje Rusko při obraně jejich suverenity.

### Sýrie
Dne 10. srpna vyjádřila Sýrie své znepokojení a označila ukrajinskou ofenzívu za teroristický útok ukrajinských sil na Kurskou oblast v Rusku, která podle nich má být zaměřena na civilní objekty.

### Bělorusko
Běloruský prezident Alexandr Lukašenko vyzval 15. srpna Rusko i Ukrajinu, aby zahájily jednání o ukončení války. Obvinil Západ z podpory invaze do Kurské oblasti s cílem povzbudit novou mobilizaci a destabilizovat situaci v Rusku a Bělorusku.
Dne 18. srpna Lukašenko řekl, že Ukrajina shromáždila 120 000 vojáků poblíž hranic s Běloruskem a že nařídil rozmístit třetinu běloruské armády poblíž hranic s Ukrajinou.

### Spojené království
Ministerstvo obrany Spojeného království dne 15. srpna uvedlo, že Ukrajina má právo se bránit, a to i prováděním operací v Rusku, a může k obraně používat britské vybavení a zbraně v souladu s mezinárodním právem, ale zdůraznilo, že omezení pro Ukrajinu v používání francouzsko-britských rakety Storm Shadow pro zasažení ruského území zůstávají v platnosti.

### Mezinárodní organizace pro atomovou energii
S přibližováním bojů k jaderné elektrárně Kursk vyzvala Mezinárodní agentura pro atomovou energii obě strany konfliktu k maximální zdrženlivosti. Rafael Grossi, šéf MAAE, vyzval k přijetí opatření, která by zabránila katastrofě s vážnými radiačními následky.

### Další organizace
Rada Fóra svobodného Ruska přivítala přesun akcí na ruské území a vyjádřila soustrast rodinám a přátelům civilistů zabitých při útoku na Kurskou oblast.
Protiválečný výbor Ruska, skupina tvořená Rusy v exilu, vydala prohlášení kritizující Putina. Uvedla, že „nepřítomnost jakýchkoli významných vojenských jednotek Ruské federace na hranicích v době útoku a současné nepřetržité vedení agresivních vojenských operací po dobu více než 900 dní na území suverénní Ukrajiny je nejlepším důkazem, že Putin opět lže o jeho zájmu o ochraně Ruska. Rusko ho nezajímá, jen se drží u moci.

## Následky invaze
Útok údajně zvýšil ceny zemního plynu o 5 % na 40 EUR za megawatthodinu v Evropě. V Rusku byly zaznamenány výpadky telefonních sítí a YouTube.
V důsledku bojů bylo v Rusku vysídleno téměř 200 000 civilistů. Část vysídlených měla být přesunuta do Ruskem okupovaných částí Záporožské oblasti na jihu Ukrajiny.
Ruskou hranici s Ukrajinou v Kurské oblasti bránili špatně vycvičení branci (všichni muži ve věku 18–30 let podléhají odvodu na 1 rok aktivní vojenské služby v ozbrojených silách). Přestože prezident Putin opakovaně sliboval, že mladí branci nebudou nasazeni do války s Ukrajinou, byli posláni branci z několika ruských oblastí do bojů s ukrajinskými jednotkami v Kurské oblasti. Internetová petice matek branců prosící Putina o stažení branců z boje získala téměř 10 000 podpisů.
Podle ruského nezávislého serveru Astra byly stovky ruských mužů, kteří odmítli bojovat na Ukrajině ze zdravotních důvodů nebo z důvodů svědomí, převezeni z vojenského zařízení u Petrohradu do Kurské oblasti.
Dne 17. srpna The Washington Post s odvoláním na anonymní diplomatické zdroje uvedl, že ukrajinský vpád do Ruska narušil plány na nepřímá jednání v Kataru o zastavení vzájemných úderů na energetickou infrastrukturu na Ukrajině a v Rusku. Ukrajina i Rusko plánovaly vyslat své delegace k nepřímým jednáním zprostředkovaným katarskými představiteli, ale ruští představitelé schůzku odložili v důsledku ukrajinské invaze. Někteří představitelé doufali, že by to mohl být první krok ke komplexnější mírové dohodě. Spojené státy a Ukrajina se odmítly vyjádřit. Mluvčí ruského ministerstva zahraničí Marija Zacharovová řekla, že mezi Ruskem a Ukrajinou neproběhla žádná přímá ani nepřímá jednání o bezpečnosti civilních zařízení kritické infrastruktury a že po útoku na Kurskou oblast Putin tuto možnost vyloučil.
Cena Ruského rublu v následujících týdnech klesla o vyšší jednotky procent (vůči americkému dolaru).